# Коростелівка
Коро́стелівка — село в Україні, у Житомирському районі Житомирської області, входить до складу Черняхівської селищної громади. Населення становить 106 осіб.

## Географія
На південному заході від села бере початок річка Глибинець, права притока Очеретянки.

## Історія
- 1613 рік  - історична дата утворення с.Коростелівка.[2]
- 1831 рік  - до 1831 року становила власність Станіслава Галецького, за участь якого в заколоті конфіскована в казну.[3]
- 1834 рік  - в слободі Коростелівка проживала шляхта, яка носила прізвища:

```
                         - Забродзькі (отрим.дворянство), 
                         - Грінцевичі, 
                         - Корбути, 
                         - Кулаковські, 
                         - Пількевичі, 
                         - та інші.
[
4
]
```

- 1864 рік  - "Коростылевка" (рос.) лежить на низинній рівнині з ґрунтом піщано - глинистим, помірно родючим, оточеній з усіх боків борами і дрібним лісом. У 2-х верстах від Видибору. Населена польською православною шляхтою.

```
                         Жителів чоловічої та жіночої статі - 170.
```

Приписана до Видиборського приходу. Церква (у Видиборі) в ім'я Воздвиження Хреста Господнього, дерев'яна, дуже давня так, що ще в 1784 році, під час візиту Радомишльського деканату невідомо було про час її побудови.
- 1900 рік  - "Коростылевка" (рос.) - слобода, Потіевської волості, Радомишльського повіту (уѣзда), Київської губернії.

```
                         Має дворів – 21,
                         жителів – 42 чол., 
                         з них чоловіків – 19, 
                         жінок – 23. 
```

Головне заняття жителів – землеробство. Відстань від повітового міста до слободи – 26 верст, від найближчих: залізничної станції – 35 верст, поштово-телеграфної – 26 верст, поштової (земської) – 20 верст. Залізнична станція носить назву – «Житоміръ» (рос.). Поштово-телеграфна станція знаходиться в «г. Радомысль» (рос.),  поштова (земська) – в «д.Облитки» (рос.). В слободі рахується землі – 53 десятини,  яка належить місцевим селянам; система господарювання – трипільна.